# Brdce
Brdce (840 m) je čtvrtá nejvyšší hora Brdské vrchoviny, která leží v tzv. Středních Brdech, cca 4 km západně od obce Láz. Do 31. prosince 2015 ležela ve vojenském újezdu Brdy, nyní leží v chráněné krajinné oblasti Brdy.
Relativně mírným svahem uzavírá východně položené údolí, v němž pramení Litavka a leží Lázská nádrž. K severu se sklání do bezejmenného sedla (cca 790 m), místními někdy nazývané Borské sedlo (podle myslivny Bor, která dříve stávala těsně pod sedlem), které odděluje toto území od oblasti Toku (865 m) s Korunou (837 m) dále na severu. Sedlem prochází asfaltová silnice od Bohutína a Kozičína na východě ke Třem Trubkám a Strašicím na západě. Silnice je veřejnosti oficiálně nepřístupná.
Mnohem prudšími svahy se sklání Brdce na západ do Třitrubeckého údolí, kdežto k jihu pokračuje hřeben jen s malými výškovými rozdíly k vrchu Hradiště (839 m).
Brdce jsou z větší vzdálenosti poměrně výrazným vrchem, avšak samotný vrchol tvoří plošina, na níž nejvyšší bod vyznačuje uměle navršená hromada kamenů (nyní zdůrazněná i zástavou ČR). Z vrcholu je dobrý výhled na východ do oblasti Příbramska, přes vrchy obklopující koryto Vltavy a Středočeskou pahorkatinu až k Českomoravské vrchovině. Vrch Brdce byl za existence Vojenského újezdu Brdy veřejnosti oficiálně nepřístupný, po vzniku Chráněné krajinné oblasti Brdy 1. ledna 2016 je přístupný.
Nejvhodnějším východištěm jsou obce Láz a Bohutín i vzdálenější Příbram.

## Zajímavosti
- Vrch Brdce byl jedním z „horkých“ kandidátů na umístění americké radarové základny PRO. Nakonec dostal přednost bezejmenný vrch Kóta 718,8 m v blízkosti obcí Teslíny, Míšov a Trokavec.

- Ve východním svahu vrchu, v nadm. výšce cca 715 m se nachází Skelná Huť, která zde pracovala v letech 1749–1783. Jejím provozovatelem byl Tobiáš Matěj Adler, jinak známý hlavně ze Šumavy (i z díla spisovatele Karla Klostermanna[zdroj?]). Stávala zde až do vzniku brdské střelnice také myslivna. Nyní se zde nachází jen seník a rozsáhlé louky, klesající k Lázské nádrži.

- Na blízkém vrchu Závirka (720 m), oddělující údolí, v němž pramení Litavka a údolí Pilského potoka (s Pilskou nádrží) se snad nacházelo prehistorické hradiště, jehož původ je však nejasný. Nedaleko odtud, u lesního jezírka, snad také žil poustevník.

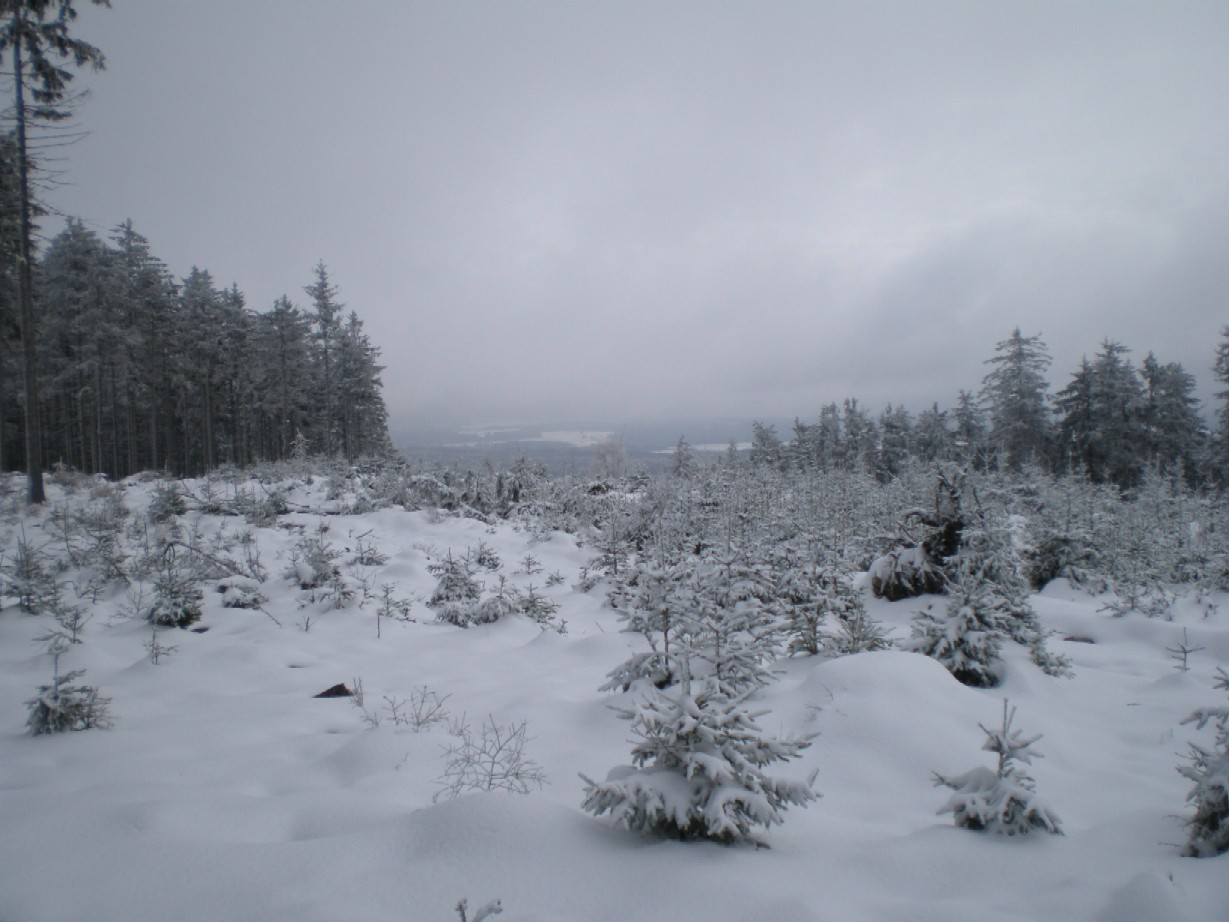
Brdce v zimě